# Sadismo
El sadismo (término derivado de Sade, escritor y filósofo francés del siglo XVIII) alude, en general, a la obtención en una persona de placer derivado del dolor de otro ser vivo. Aunque la obra literaria del marqués de Sade tiene connotaciones principalmente sexuales, el sadismo no tiene un carácter meramente sexual.
Cuando el sadismo tiene carácter predominantemente sexual es una parafilia, y consiste en una forma de obtener excitación y placer sexual causando dolor físico, psicológico, humillación o sometimiento. El sadismo implica impulsos sexuales y comportamientos que implican actos reales, no simulados, con o sin el consentimiento de la víctima, en los que el sufrimiento psicológico o físico y la humillación del sujeto sometido es lo que genera la excitación sexual.
Los actos sádicos pueden involucrar actividades que indican el dominio sobre la víctima: obligar a arrastrarse, encerrarla en una jaula, inmovilizarla físicamente con cadenas, sogas o esposas, tenerla atada con los ojos vendados, darle una paliza (pegarle, golpearla, azotarla de distintas maneras), pincharla, morderla, quemarla con cigarrillos, aplicarle descargas eléctricas con una picana, violarla, cortarla, intentar  estrangularla para dejarla sin respiración sin llegar a matarla, torturarla de muchas maneras, mutilarla. Algunos sádicos llegan a matar a la víctima y otros se limitan a humillarla.
La persona que ejerce el sadismo puede violar o no a la víctima. También puede masturbarse sin llegar a penetrarla o penetrarla con objetos. En ocasiones el solo acto de la violación implica sadismo sexual.
El sadismo sexual figuró como trastorno mental en el DSM IV como 
F65.5, hasta que fue eliminado en el DSM V.